# Josef Albo
Josef Albo, född omkring 1380 och död 1444, var en spansk-judisk teolog och religionsfilosof.
I sitt verk Ikkarim sammanfattade han judendomens dogmer i tre artiklar: tron på Gud, uppenbarelsen och odödligheten jämte vedergällningen efter döden.